# 张智 (1964年)
张智（1964年—），男，中华人民共和国航天科技人物。现任中国航天科技集团有限公司一院长征十号运载火箭总设计师，曾任长征二号F运载火箭总设计师（2014年8月—？）、长征九号运载火箭总设计师（？-？）。

## 生平
1987年，北京航空航天大学飞机制造专业本科毕业，进入航天部一院工作。1990年，开始从事中国载人航天工程的预先研究工作。1992年，负责长征二号F运载火箭逃逸系统的总体研制工作。此后一直从事航天运载器总体设计工作，曾任长征二号F运载火箭副总设计师和总设计师（2014年8月—？）、长征九号运载火箭总设计师（？-？）。现为长征十号运载火箭总设计师。